# Che farò
Che farò è un singolo del gruppo musicale italiano La Differenza, pubblicato nel 2005 ed estratto dall'album Preso!.

## Sanremo 2005
Il brano è stato presentato dal gruppo durante il Festival di Sanremo 2005, classificandosi al secondo posto nella sezione "Giovani" ed al 10º nella classifica generale.

## Classifiche
| Classifica (2005) | Posizione massima |
| ----------------- | ----------------- |
| Italia            | 28                |